# Piagge
Piagge là một đô thị ở tỉnh Pesaro và Urbino trong vùng Marche, nằm cách 45 km về phía tây bắc của Ancona và khoảng 20 km về phía nam của Pesaro. Tại thời điểm ngày 31 tháng 12 năm 2004, đô thị này có dân số 991 và diện tích là 8,6 km².
Piagge giáp các đô thị sau: Cartoceto, Fano, Mondavio, Montemaggiore al Metauro, San Costanzo, San Giorgio di Pesaro.